# Krystyn Gondek

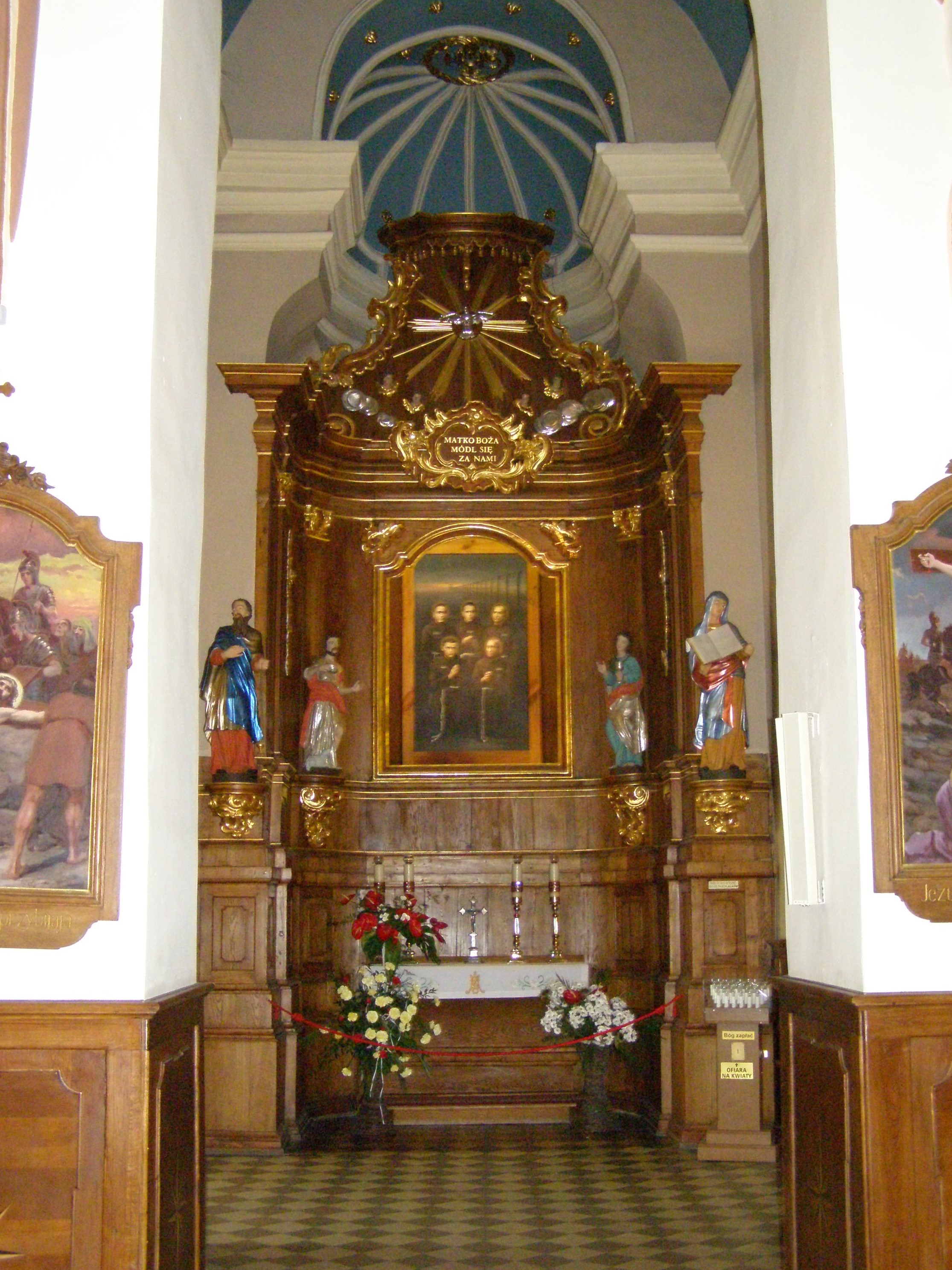
Krystyn Gondek w grupie męczenników franciszkańskich - ołtarz w kościele Wszystkich Świętych we Włocławku

Krystyn Gondek OFM (ur. 6 kwietnia 1909 we wsi Słona, zm. 23 lipca 1942 w KL Dachau) – polski duchowny katolicki, prezbiter, męczennik chrześcijański i błogosławiony Kościoła katolickiego.

## Życiorys
Syn Jana i Julii z domu Cichy, urodził się we wsi Słona (diecezja tarnowska) i po ukończeniu Gimnazjum im. St. Żółkiewskiego we Lwowie wstąpił do nowicjatu Zakonu Braci Mniejszych (Prowincja Matki Bożej Anielskiej - zwana reformacką) w Wieliczce. Po złożeniu ślubów zakonnych (1929) podjął studia filozoficzno-teologiczne w Wyższym Seminarium Duchownym w Przemyślu. Imię Krystyn przyjął 18 kwietnia 1933. Święcenia kapłańskie otrzymał 21 czerwca 1936. Po zakończeniu studiów skierowany został do klasztoru w Chełmie, a następnie do Włocławka, gdzie był wikariuszem klasztoru, spowiednikiem i kaznodzieją.

Po wybuchu II wojny światowej został aresztowany przez Gestapo 26 sierpnia 1940 i po krótkim pobycie w obozie przejściowym przewieziony został do niemieckiego obozu koncentracyjnego Sachsenhausen, a następnie do Dachau i zarejestrowany jako numer 22779. Idąc na śmierć współwięźniów pożegnał słowami:
„Do zobaczenia w niebie”.
Krystyn Wojciech Gondek został beatyfikowany przez papieża Jana Pawła II w Warszawie w dniu 13 czerwca 1999 w grupie 108 polskich męczenników. 
Pamięć błogosławionego pozostaje żywa, czego przejawem było nadanie gimnazjum w Zakliczynie imienia bł. Krystyna Gondka. W 2003 został on drugim patronem (obok Antoniego Padewskiego) Prywatnego Liceum Ogólnokształcącego Franciszkanów (OFM) w Wieliczce.
Wspomnienie liturgiczne bł. Krystyna obchodzone jest w grupie 108 męczenników (12 czerwca) lub w dzienną pamiątkę śmierci (23 lipca).
Miał brata Jana. (zamieszkały w Ostródzie, zmarł w 2001 roku. Jan używał nazwiska Gądek. Żona Stefania)